# Adalberto Cencetti

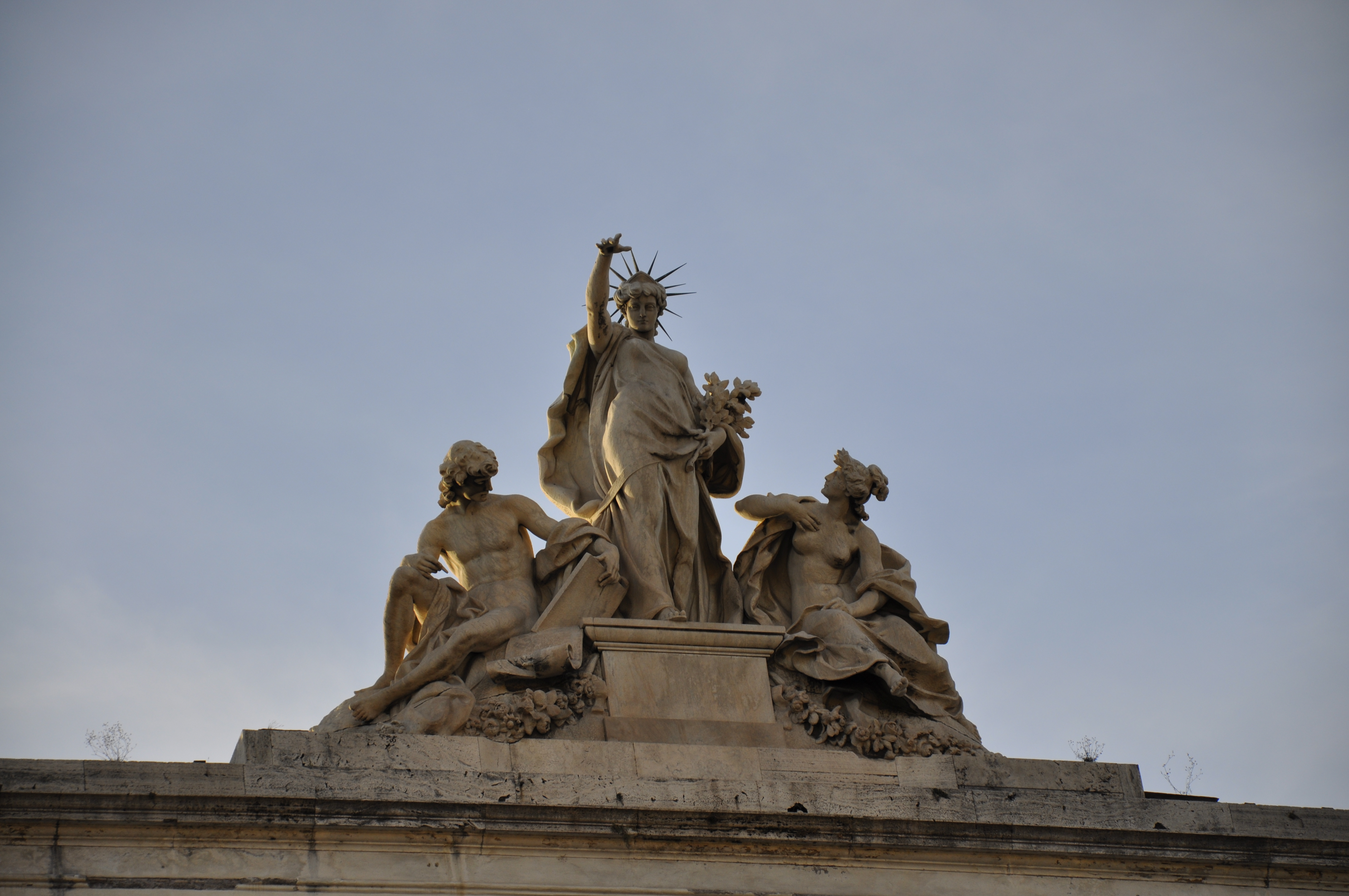
Adalberto Cencetti, L'Arte trionfante tra la Pace e lo Studio, Palazzo delle Esposizioni, Roma

Adalberto Cencetti (Roma, 20 giugno 1847 – Roma, 4 novembre 1907) è stato uno scultore italiano.

## Biografia

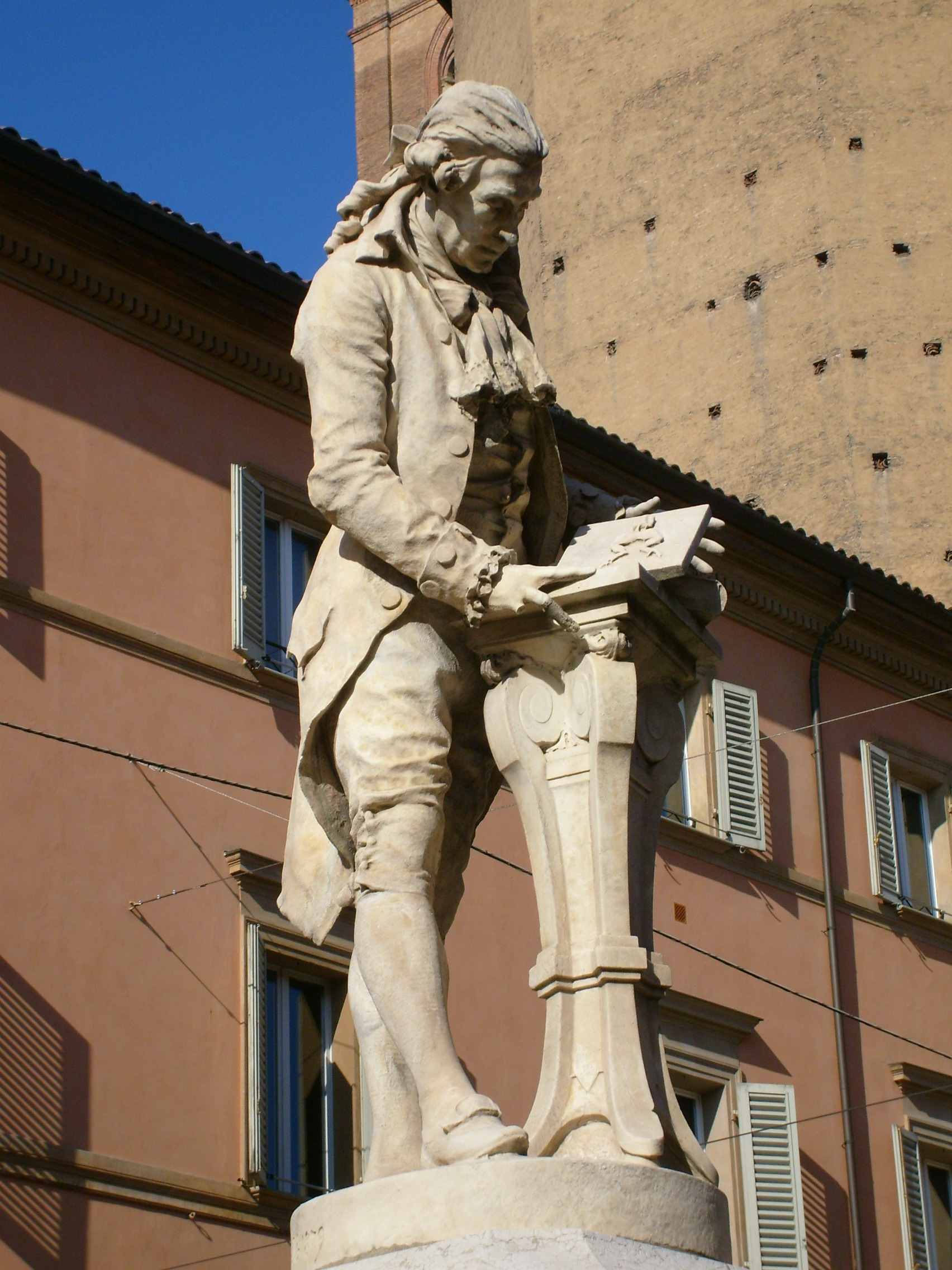
Monumento a Luigi Galvani a Bologna

Discepolo di Adamo Tadolini, portò avanti la grande tradizione della scultura neoclassica, iniziata da Canova. Esordì con un busto femminile, all'esposizione romana del 1871. Nel 1875 vinse il concorso per la grande scultura di Luigi Galvani, a Bologna, che terminò nel 1879. Cencetti espose a Torino, nel 1880, le sculture Tentazione e Il Gioiello della Vedova; nel 1884, sempre a Torino, espose la scultura Troppo presto.  Nel 1893, a una esposizione romana, il nudo Ignara mali fu acquistato dalla Galleria nazionale d'arte moderna. Cencetti ha fatto parte del gruppo di artisti denominati i XXV della campagna romana.
Eseguì nel 1888 il busto dello storico Alfred von Reumont, per l'Accademia di San Luca; a Cavour, nel 1889, scolpì il busto di Alessandro Plochiù (che era fratello della madre di Giovanni Giolitti), opera che si trova nel palazzo municipale; scolpì il monumento funebre del generale Pietro Roselli, al Verano. Il Museo Revoltella di Trieste acquistò nel 1877 due suoi busti, realizzati in terracotta.

### Le sculture monumentali
Le sue opere più imponenti sono: 
- L'Arte trionfante tra la Pace e lo Studio, grande gruppo marmoreo eseguito dal 1882 in poi per la facciata del Palazzo delle Esposizioni a Roma;
- il monumento a Luigi Galvani, a Bologna, che terminò nel 1879: è il primo monumento che il Comune di Bologna ha innalzato in un luogo pubblico, di fronte all'abside di San Petronio, nella piazza intitolata al medico bolognese Luigi Galvani;
- il colossale monumento al presidente Benito Juárez, a Città del Messico, eseguito a partire dal 1890;
- la statua di San Matteo per la Basilica di San Paolo fuori le mura.

### Altre opere
- busto di Luigi Bonetti nella cella Bonetti, Loggiato delle Tombe della Certosa di Bologna[1]